# 新潮エンターテインメント大賞
新潮エンターテインメント大賞（しんちょうエンターテインメントたいしょう、2005年 - 2012年）は、新潮社とフジテレビが共催した公募新人文学賞。エンターテインメント小説であればジャンルを問わずに長編小説を募集する。選考は毎年違う作家1名が行う。受賞者には賞金100万円が授与され、受賞作は新潮社発行の小説誌『小説新潮』に抄録掲載、単行本化される。小説新潮長編小説新人賞のあとを受けたもので、第2回までは「新潮エンターテインメント新人賞」として開催され、第3回から「新潮エンターテインメント大賞」となった。

## 受賞作一覧
年は受賞作の発表年
- 第1回（2005年） 吉野万理子「秋の大三角」
  - 選考委員 石田衣良
- 第2回（2006年） 榊邦彦「100万分の1の恋人」（「ミサキへ」改題）
  - 選考委員 浅田次郎
- 第3回（2007年） 井口ひろみ「月のころはさらなり」
  - 選考委員 宮部みゆき
- 第4回（2008年） 中島桃果子（もかこ）「蝶番」
  - 選考委員 江國香織
- 第5回（2009年） 小島達矢「ベンハムの独楽」
  - 選考委員 荻原浩
- 第6回（2010年）  神田茜「女子芸人」（「花園のサル」改題）
  - 選考委員 三浦しをん
- 第7回（2011年）  水沢秋生「ゴールデンラッキービートルの伝説」（「虹の切れはし」改題）
  - 選考委員 恩田陸
- 第8回（2012年）  光本正記「紅葉街駅前自殺センター」（「白い夢」改題）
  - 選考委員 畠中恵

## 最終候補
第4回に『少年鉄人』で最終候補になった山下貴光は、のちに『このミステリーがすごい!』大賞を受賞して2009年にデビューした。なお、『少年鉄人』はデビュー後に宝島社より発売され文庫化に従い『鉄人探偵団』と改題された